# Volksabstimmungen in der Schweiz 1914
Dieser Artikel bietet eine Übersicht der Volksabstimmungen in der Schweiz im Jahr 1914.
In der Schweiz fand auf Bundesebene eine Volksabstimmung statt, im Rahmen eines Urnengangs am 25. Oktober. Dabei handelte es sich um ein obligatorisches Referendum.

## Abstimmung am 25. Oktober 1914

### Ergebnis
| Nr. | Vorlage | Art | Stimm- berechtigte | Abgegebene Stimmen | Beteiligung | Gültige Stimmen | Ja      | Nein    | Ja-Anteil | Nein-Anteil | Stände | Ergebnis |
| --- | --- | --- | ------------------ | ------------------ | ----------- | --------------- | ------- | ------- | --------- | ----------- | ------ | -------- |
| 73  | Bundesbeschluss betreffend Revision von Art. 103 der Bundesverfassung und Aufnahme eines Artikels 114bis in die Bundesverfassung | OR  | 851'082            | 374'977            | 44,06 %     | 327'825         | 204'394 | 123'431 | 62,35 %   | 37,65 %     | 18:4   | ja       |

### Schaffung eines Verwaltungsgerichts
Bei der Gründung des modernen Schweizer Bundesstaates im Jahr 1848 war darauf verzichtet worden, eine unabhängige Verwaltungsgerichtsbarkeit für Angelegenheiten des Bundes zu schaffen. So konnte jeweils nur die nächsthöhere Verwaltungsebene angerufen werden, mit dem Bundesrat als letzter Instanz. Erste Forderungen nach Einführung einer solchen Gerichtsbarkeit gab es 1892, doch lange Zeit geschah nichts Konkretes. 1903 beauftragte der Bundesrat den Staatsrechtler Fritz Fleiner mit der Ausarbeitung der rechtlichen Grundlagen. Schliesslich lag im Dezember 1911 ein Entwurf vor. Eine Verfassungsänderung sollte die Basis legen, später sollte ein Gesetz Organisation und Verfahren regeln. Im Juni 1914 stimmte das Parlament dem vorgeschlagenen Artikel überaus deutlich zu. Der Ausbruch des Ersten Weltkriegs überschattete die Volksabstimmung und eine eigentliche Abstimmungskampagne fand nicht statt, was aber auch daran lag, dass es kaum nennenswerte Opposition gab. Bei einer kriegsbedingt unterdurchschnittlichen Beteiligung fand die Vorlage eine deutliche Zustimmung bei Volk und Ständen. Nein-Mehrheiten gab es nur in den Kantonen Aargau, Appenzell Innerrhoden, Nidwalden, Uri und Wallis.